# Der Eidgenosse

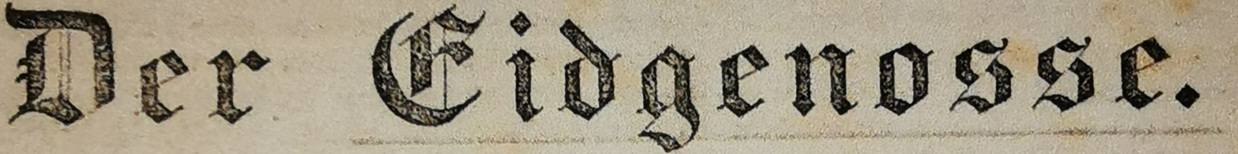
Titel-Schriftzug des Probeblatts von 1830: Der Eidgenosse.

Der Eidgenosse war eine deutschsprachige Schweizer Zeitung, die im Zeitraum von 1830 bis 1917 in Sursee, Luzern erschienen ist. Während der gesamten Erscheinungsdauer war der Eidgenosse eine klar politisch positionierte Zeitung mit freisinniger, liberaler, antiklerikaler Ausrichtung. Als politisch ausgerichtete Zeitung wurde entsprechend Meinungsjournalismus betrieben.

## Geschichte
Die Zeitung wurde im Jahr 1830 in Sursee, als zweite des Kantons Luzern durch die Liberale Partei gegründet. Der Entschluss zur Gründung fiel am 13. Juni 1830, an der Generalversammlung der liberal gesinnten Donnerstags-Gesellschaft. Dieser Entschluss entstand unter anderem durch ein neues Pressegesetz, welches von dem Pressekonklusum, der Zensur nach dem Druck, absah. Zudem folgte er einem stärker werdenden Wunsch der Gesellschaft, politisch informiert zu sein. Der Eidgenosse sollte sich als Konkurrenz zum konservativen Waldstätter-Boten, der ersten Zeitung im Kanton Luzern, etablieren. Ziel war es freisinnigem Gedankengut in den breiten Bevölkerungsschichten zu mehr Einfluss zu verhelfen. Die erste Mitteilung zum Eidgenossen wurde am 3. Dezember 1830 publiziert. Die erste Ausgabe erschien am 27. Dezember 1830. Der Eidgenosse war als Parteiorgan auf den gesamten Kanton Luzern ausgerichtet. Er erschien zu dieser Zeit zweimal in der Woche. Gedruckt wurde die Zeitung in der im gleichen Jahr gegründeten Druckerei des Rechtsanwalts Anton Schnyder. Dieser übernahm gleichzeitig die Redaktion des Blattes. Bis ins Jahr 1837 blieb Schnyder Redakteur und Herausgeber. Von 1834 bis 1837 sowie 1940 hatte der bekannte Liberale Arzt Jakob Robert Steiger zeitweise als Redakteur gedient. Die Presse und damit auch der Eidgenosse gewannen an Einfluss durch die liberale Verfassung des Kantons Luzern von 1831. Als Stimme der liberalen Gesinnung erreichte er Bekanntheit über die Kantonsgrenzen hinaus.
Um 1840 gab es zeitweise eine Aufteilung in zwei Zeitungen: den konservativen „Eidgenossen von Sursee“ und den „Eidgenossen von Luzern“. Dies geschah aufgrund politischer Differenzen zwischen dem Liberalen Redakteur Jakob Robert Steiger und dem konservativ geneigten Besitzer der Druckerei, Kaspar Hübscher. Bereits im Frühjahr 1841 stellte Kaspar Hübscher den Eidgenossen von Sursee wegen Konkurs ein. Die letzte Ausgabe erschien am 9. Juli 1841. Der Eidgenosse von Luzern hingegen erschien weiterhin, bis er im Dezember 1844 von der Regierung verboten wurde, als Konsequenz des ersten Freischarenzugs. Drei Jahre später, 1847 erschien die Zeitung wieder und ab 1849 kehrte sie zum Titel "Der Eidgenosse" zurück. Von Ende 1849 bis 1853 wurde die Produktion wegen mangelndem Erfolg eingestellt. 1853 erwarb Abraham Stocker die zuvor letzte Druckerei des Blattes und brachte es wieder heraus. 1856 erschien die Zeitung als Tageszeitung, dann musste Stocker sie im Juli 1856 aufgrund seiner Gesundheit einstellen. Ab 1858 erschien sie erneut zwei- bis dreimal in der Woche. Zwischen 1862 und 1864 war die Zeitung das Presseorgan des Kultur-Vereins, dabei erschien sie 1863–1864 erneut als Tageszeitung. 1885 wandelte sich der Eidgenosse zum freisinnigen Organ der Kantone Luzern, Ob- und Nidwalden, ab 1889 galt dies für die gesamte Zentralschweiz. Der Eidgenosse war die führende politische Zeitung in diesem Raum. In der zweiten Hälfte des 19. Jahrhunderts wurde er jedoch vom konservativen Oppositionsblatt Luzerner Zeitung überholt. Ab 1904 erschien der Eidgenosse als Wochenblatt. Gegen Ende seiner Existenz wurde die Redaktion des Eidgenossen von verschiedenen jungen, freisinnigen Anwälten übernommen. Das letzte Mal erschien der Eidgenosse im Jahr 1917, dann wurde das Blatt aufgrund der Papierknappheit, die durch den Ersten Weltkrieg entstand, eingestellt. Zum Zeitpunkt ihres Endes war Ernst Ducloux Redakteur, verlegt wurde die Zeitung von der C. J. Bucher AG, welche ab 1918 die Luzerner Neuste Nachrichten verlegte.

## Liste bekannter Redakteure
- Ab 1830: Anton Schnyder (Rechtsanwalt, Wirt)
- Ab 1834: Jakob Robert Steiger (Arzt)
- Ab 1839: Johann Baumann (Kantonsschulprofessor)
- Ab 1840: Kaspar Hübscher (Drucker), ab 1841 unter dem Titel Der Eidgenosse von Sursee
- Ab 1841: Georg Josef Bossard (Anwalt), unter dem Titel Der Eidgenosse von Sursee
- Ab 1840: Jakob Robert Steiger (Arzt), unter dem Titel Der Eidgenosse von Luzern
- Ab 1844: Eduard Schnyder (unbekannt), unter dem Titel Der Eidgenosse von Luzern
- Dezember 1844 - November 1847 Zeitung erscheint nicht aufgrund Verbot
- Ab 1847: Johann Stocker (provisorisches Regierungsmitglied), unter dem Titel Der Eidgenosse von Luzern
- Ab Ende 1849: Johann Stocker (provisorisches Regierungsmitglied), Rückkehr zum Titel Der Eidgenosse
- Ab 1853 bis 1856: Abraham Stocker (Offizier, Buchhändler u. a.)
- Ab 1858: Abraham Stocker (Offizier, Buchhändler u. a.)
- Ab 1860: August Feierabend (Arzt), Feuilleton
- Ab 1860: Leopold Amrhyn (unbekannt), politische Redaktion
- Ab 1863: Josef Anton Lingg (Anwalt), politische Redaktion
- Ab 1865: Alfred Steiger (Arzt)
- Ab 1866: Carl Moritz Härdi (Drucker)
- Ab 1879: Anton Wapf (unbekannt)
- Ab 1889: Carl Eichhorn (Berufsjounalist)
- Ab Ende 1901: Franz Bucher-Heller (Anwalt)
- Ab 1908: Arthur Oswald (Rechtsanwalt)
- Um 1917: Ernst Ducloux

In der Zeit zwischen 1881 und 1917 sind ausserdem Josef Leonz Bucher und sein Sohn Carl Josef Bucher vereinzelt als Redakteure tätig, sowie verschiedene junge Anwälte, die diesen Posten jeweils ein bis drei Jahre lang ausübten.
Diese Liste erhebt keinen Anspruch auf Vollständigkeit.

## Liste bekannter Herausgeber/Drucker
- Ab 1830: Anton Schnyder
- Ab 1837: Josef Konrad
- Ab Mai 1840: Kaspar Hübscher, ab 1841 unter dem Titel Der Eidgenosse von Sursee

- Ab 1840: Xaver Meyer, unter dem Titel Der Eidgenosse von Luzern
- Ab 1841: Anton Petermann, unter dem Titel Der Eidgenosse von Luzern
- Ab 1843: Joseph Müller von Geuensee, unter dem Titel Der Eidgenosse von Luzern
- Dezember 1844 - November 1847 Zeitung erscheint nicht aufgrund Verbot
- Ab 1847: Anton Petermann, unter dem Titel Der Eidgenosse von Luzern
- Ab 1848: Ulrich Müller, unter dem Titel Der Eidgenosse von Luzern
- Ab Ende 1849: Ulrich Müller, Rückkehr zum Titel Der Eidgenosse
- Ab 1853 bis 1856: Abraham Stocker
- Ab 1858: Carl Moritz Härdi
- Ab 1878: Heinrich Keller
- Ab 1879: Karl Jakob und Johann Bader
- Ab 1881: Josef Leonz Bucher
- Ab 1900: Druckerei Burkhardt
- Ab 1902: Carl Josef Bucher
- Ab 1904: Franz Bucher-Heller
- Ab 1908: Carl Josef Bucher[3]

Diese Liste erhebt keinen Anspruch auf Vollständigkeit.